# Geneviève de Brabant (opéra bouffe)
Pour les articles homonymes, voir Geneviève de Brabant (homonymie) et Brabant.
Versions successives
- Version de 1859 en 2 actes
- Version de 1867 en 3 actes
- Version de 1875 en 5 actes

Geneviève de Brabant est un opéra bouffe en 2 actes et 7 tableaux de Jacques Offenbach, livret d'Adolphe Jaime fils et Étienne Tréfeu d'après la légende de Geneviève de Brabant, créé le 19 novembre 1859 au théâtre des Bouffes-Parisiens.
Il fut l'objet d'une nouvelle version en 3 actes et 9 tableaux, livret d'Hector Crémieux et d'Étienne Tréfeu, créée le 26 décembre 1867 au théâtre des Menus-Plaisirs avant de devenir un « opéra-bouffon-féerie » en 5 actes, livret d'Hector Crémieux et d'Étienne Tréfeu, créé le 25 février 1875 au théâtre de la Gaîté.
À noter que les Couplets des deux hommes d'armes ont été repris pour devenir The Halls of Montezuma, l'hymne officiel de l'US Marine Corps.

## L'œuvre

### Version en 2 actes (1859)
Dès septembre 1859, la presse annonce le nouveau « grand opéra bouffe » de Jacques Offenbach. Après le succès des 200 représentations d’Orphée aux enfers en 1858, l’attente du public est très grande.
La première Geneviève de Brabant, « opéra-bouffon », a lieu le samedi 26 novembre 1859 au théâtre des Bouffes-Parisiens devant une salle prestigieuse. Plusieurs numéros de la partition sont bissés le premier soir et Le Figaro note : « Cette musique a été généralement goûtée. Elle a la facilité et le premier jet des partitions ses aînées. ». Le livret, par contre, est globalement perçu comme faible et fortement modifié dès la seconde représentation.
Cette première version donne ses dernières représentations dès le mois de janvier 1860 sans rencontrer le succès attendu.

### Version en 3 actes (1867)
En 1867, avec le succès de La Grande-duchesse de Gérolstein et de La Vie parisienne, Offenbach est « l’auteur le plus joué, le plus actif et le mieux traité par la fortune ». Après la création de Robinson Crusoé à l’Opéra-Comique le 24 novembre 1867, la nouvelle version de Geneviève de Brabant est créée le 27 décembre 1867 au théâtre des Menus-Plaisirs.
Les répétitions commencent dès novembre 1867, avec un livret fortement retouché par Hector Crémieux – qui remplace Adolphe Jaime fils – et par Étienne Tréfeu. Jacques Offenbach conserve les morceaux les plus appréciés comme les Couplets de la Poule, le Grand Finale du Départ en Palestine ou le Quatuor de Chasse. Des numéros existants sont réutilisés pour d’autres interprètes, ainsi les couplets d’Arthur « Ô ma, ma, maman » deviennent un Trio au deuxième acte. Il compose aussi de nouveaux numéros comme les Couplets des deux Hommes d’armes, qui lors de la première « ont enlevé les spectateurs » note Hippolyte de Villemessant.
Les décors, confiés à Fromont et Capelli, et les costumes de Stop, Bertall et Châtinière sont remarqués.
L’interprétation est globalement appréciée, et particulièrement Zulma Bouffar dans le rôle de Drogan. Henri Moreno écrit dans le Ménestrel : « C’est aujourd’hui la reine du genre ; elle porte le travesti à ravir et chante tout avec une décence, une distinction que rehausse un vrai talent de musicienne. À elle seule, Zulma Bouffar, accompagnée des deux gendarmes, déciderait du succès. ».
Les deux Hommes d’armes, « Grabuge et Pitou sont représentés de la façon la plus amusante par deux acteurs inconnus à Paris, MM. Ginet et Gabel », doivent certains soirs trisser leurs couplets. Les éditions Heugel choisiront d'ailleurs ces deux personnages pour la couverture de la partition qui est publiée en février 1868.
L’œuvre devient un succès et se donne 126 fois à Paris jusqu’au 1er mai 1868, date de fermeture annuelle du théâtre des Menus-Plaisirs. La troupe part alors présenter Geneviève de Brabant en tournée.

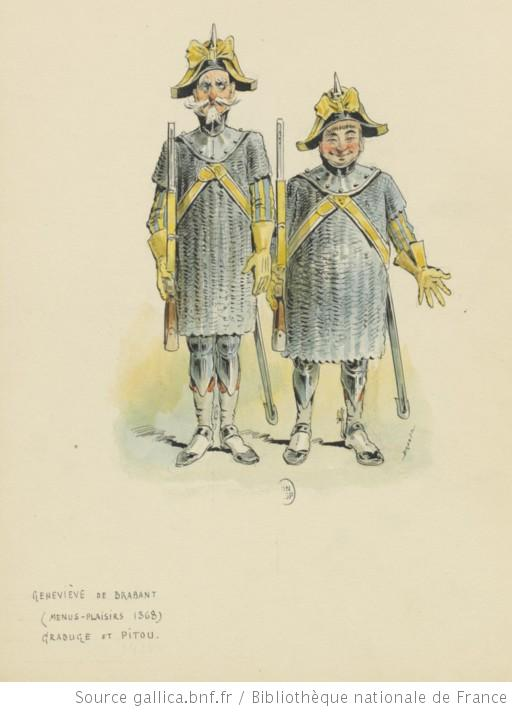
Costumes de Pitou et Grabuge par Draner (1867)
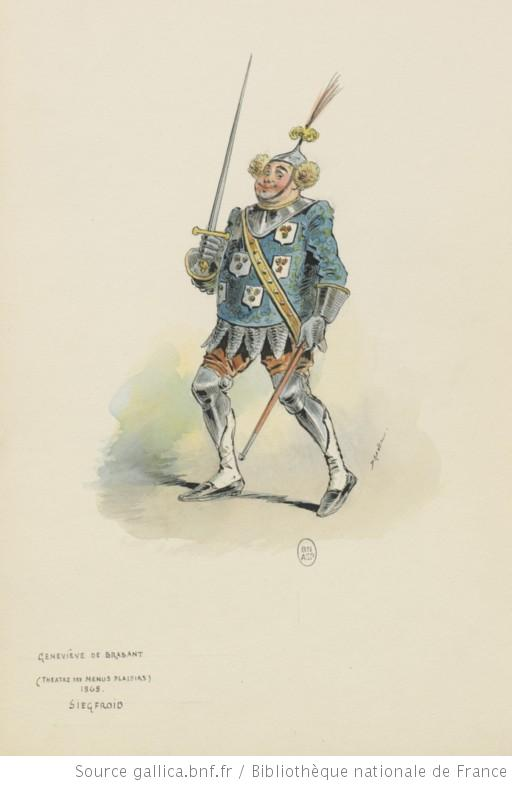
Costume de Sifroy par Draner (1867)

### Version en 5 actes (1875)
En 1875, alors qu’il est Directeur du théâtre de la Gaîté, Offenbach décide de monter une nouvelle version de Geneviève de Brabant. L’opéra bouffe devient un opéra-féerie en 5 actes et 14 tableaux.
Le théâtre de la Gaîté fait relâche durant 10 jours pour les répétitions. Dès le 15 février 1875, Le Figaro dévoile l’ampleur du projet : 3 ballets, 2 défilés, 48 nouveaux morceaux composés par Offenbach, 1 200 costumes dessinés par Stop et Alfred Grévin, et jusqu’à 500 personnes sur scène!
La première est donnée le 25 février 1875. Les éléments du conte ne sont conservés que comme « des prétextes à digressions dramatiques dont s’emparent tour à tour l’art du musicien, du costumier, du maître de ballets, du décorateur et du metteur en scène ». Les quatre nouveaux morceaux composés pour Thérésa – tour à tour : nourrice nommée Biscotte, gouvernante, sorcière du ravin et Armide – « ont beaucoup de succès ». La déjà célèbre chanson militaire de Pitou et Grabuge est trissée le soir de la première. Même si L’Illustration décrit l’opéra-féerie comme un « beau spectacle à bâton rompus dont la musique est l’âme. », c’est la richesse des décors, la profusion des costumes, le réglage des ballets et l’originalité des défilés qui créent son succès. Le Gaulois note d’ailleurs que « l’apothéose vient d’Angleterre », il s’agit du décor du 5e acte dessiné par « MM. Greeve and son » avec « sa nef aérienne et ses vols d’anges aux ailes d’argent ».
Dès la deuxième représentation des coupes sont effectuées permettant de réduire la durée de l’œuvre. Les recettes passent de 3 449 francs pour la première, à 5 112 francs pour la deuxième et à 9 329 francs pour la quatrième. Le 8 mars 1875, Offenbach fait annoncer qu’il offre le dimanche 21 mars « une représentation de Geneviève de Brabant – gratuite – en faveur des Protes et Ouvriers typographes de tous les journaux de Paris. »
Le 18 mars 1875, le théâtre Déjazet présente une Geneviève de Brébant [sic], folie-vaudeville en 3 actes et 9 tableaux d’Eugène Grangé et Henri Buguet – utilisant des airs d’Offenbach « qui entretiennent dans la salle une bonne humeur sans fin ». Jacques Offenbach assiste au 1er acte de la première représentation.
Geneviève de Brabant est présentée 105 fois, dont 4 matinées supplémentaires, au théâtre de la Gaîté jusqu’au 5 juin 1875.

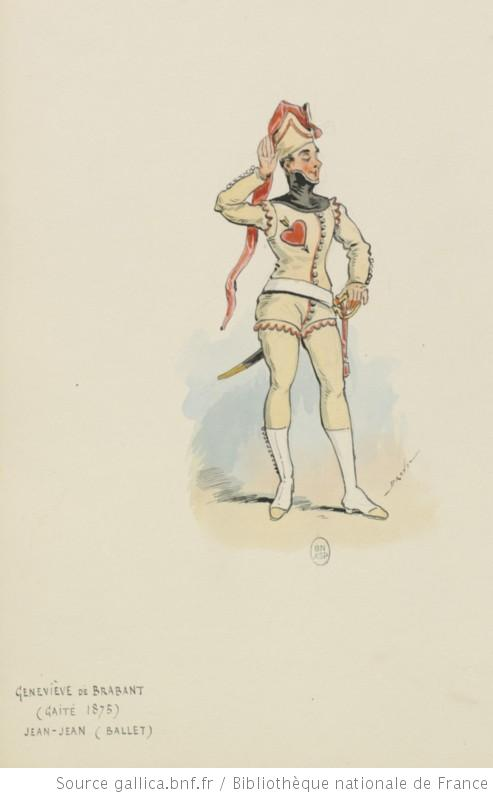
Costume de Jean-Jean par Draner (1875)

## Les créateurs
| Rôles                                    | Version de 1859 | Version de 1867  | Version de 1875     |
| ---------------------------------------- | --------------- | ---------------- | ------------------- |
| Sifroid (1859) / Sifroy (1867, 1875)     | Léonce          | Gourdon          | Habay               |
| Golo                                     | Désiré          | Daniel Bac       | Christian           |
| Vanderprout                              | -               | Le Riche         | Grivot              |
| Charles Martel                           | Guyot           | Le Sage          | Legrenay            |
| Almanzor                                 | Duvernoy        | -                | -                   |
| Le jeune Arthur                          | Bonnet          | -                | -                   |
| Grabuge                                  | -               | Ginet            | Scipion             |
| Pitou                                    | -               | Gabel            | Gabel               |
| Narcisse                                 | Desmonts        | Lignel           | Montaubry           |
| Premier savant                           | Jean-Paul       | -                | -                   |
| Deuxième savant                          | Tautin          | -                | -                   |
| Péterpip                                 | -               | Leroy            | Jean-Paul           |
| Saladin                                  | -               | Destroges        | -                   |
| Don Quichotte                            | -               | Perron           | -                   |
| Renaud de Montauban                      | -               | Gustave          | -                   |
| L’ermite du Ravin                        | -               | Deschamps        | Thérésa             |
| Stockfish                                | -               | -                | Colleuille          |
| Raoul                                    | -               | -                | Meyronnet           |
| Don Juan                                 | -               | -                | Gaspard             |
| Almaviva                                 | -               | -                | Henry               |
| Hercule                                  | -               | -                | Chevalier           |
| Othello                                  | -               | -                | Gally               |
| Barbe-Bleue                              | -               | -                | Victor              |
| Roméo                                    | -               | -                | Mallet              |
| Hector                                   | -               | -                | Alexandre fils      |
| Hogier                                   | -               | -                | Paulin              |
| Arnold                                   | -               | -                | Barsagol            |
|                                          |                 |                  |                     |
| Mathieu Laensberg                        | Tautin          | -                | -                   |
| Gratioso (1859) / Drogan (1867, 1875)    | Tautin          | Zulma Bouffar    | Denise Matz-Ferrare |
| Le chevalier noir                        | Tautin          | -                | -                   |
| Isoline (1859, 1867) / Biscotte (1875)   | Tautin          | Vallière         | Thérésa             |
| La bohémienne                            | Tautin          | -                | -                   |
| Geneviève                                | Mareshal        | Baudier          | B. Perret           |
| Églantine (1859) / Brigitte (1867, 1875) | Chabert         | De Brigni-Varnet | Angèle              |
| Ugolin                                   | Chabert         | -                | -                   |
| Lahire                                   | Cico            | -                | (M.) Henry          |
| Clé de sol                               | Cico            | -                | -                   |
| Blondette                                | Rose-Deschamps  | -                | -                   |
| Lancelot                                 | Léone           | -                | Jules Vizentini     |
| Irma                                     | Naldy           | -                | -                   |
| Silvia                                   | Lasserre        | -                | -                   |
| Edwige                                   | Taffanel        | -                | -                   |
| Premier page                             | Kid             | -                | -                   |
| Deuxième page                            | Jeanne          | -                | -                   |
| Gilda                                    | Fassio          | -                | -                   |
| Marthe                                   | Lécuyer         | -                | -                   |
| Christine                                | -               | Collas           | E. Gilbert          |
| Barberine                                | -               | Collas           | -                   |
| Gudule                                   | -               | Gourdon          | Maury               |
| Grudelinde                               | -               | Gourdon          | -                   |
| Faroline                                 | -               | Colombe          | Julia H.            |
| Irénée                                   | -               | Colombe          | -                   |
| Houblonne                                | -               | Rose Bruyère     | Durieu              |
| Griselis                                 | -               | Rose Bruyère     | -                   |
| Dorothée                                 | -               | Louisa           | Baudu               |
| Yolande                                  | -               | Louisa           | Yriart              |
| Gretchen, Rodogune                       | -               | A. Rolland       | -                   |
| Rosemonde                                | -               | Guyas            | -                   |
| Armide                                   | -               | Jacobus          | Thérésa             |
| Bradamante                               | -               | Antoinette       | -                   |
| Dulcinée                                 | -               | Lalouvière       | -                   |
| Bibiane                                  | -               | -                | Castello            |
| Fideline                                 | -               | -                | Davenay             |
| Margotte                                 | -               | -                | Godin               |
| Charlotte                                | -               | -                | Albouy              |
| Maguelonne                               | -               | -                | Gobert              |
| Ursule                                   | -               | -                | Vernet              |
| Régine                                   | -               | -                | Moralès             |
| Nanny                                    | -               | -                | Capet               |
| Agathe                                   | -               | -                | Roques              |

## Arguments

### Version de 1859

#### Acte I
Premier tableau – Le philtre. Le savant Mathieu Lansberg a inventé un élixir afin de donner un enfant au margrave Sifroid et à sa femme Geneviève. En effet, la loi exige que le souverain ait un héritier durant les deux premières années de son règne, faute de quoi sa charge lui est retirée. Golo, le serviteur de Sifroid, déclare à Almanzor, son confident sourd-muet, que c’est lui-même qui abrutit Sifroid pour pouvoir prendre sa place. Après avoir bu l’élixir, Sifroid réapparaît « plein de feu, l’humeur gaillarde ».
Deuxième tableau – Les jardins du palais. Geneviève, se plaint de son mari et regrette Reynold. Sifroid arrive près de sa femme, mais leur instant d’intimité est troublé par Golo qui apparaît, en apportant une lettre de Charles Martel. Tout en parlant Golo répand de la poudre « sternutatoire » qui a pour effet d’écourter définitivement l’entrevue amoureuse.
Troisième tableau – La chambre à coucher de Sifroid. Alors que Sifroid dort paisiblement, Charles Martel arrive pour emmener le duc en Palestine. Avant de partir, Sifroid confie le pouvoir à Golo, et répudie sa femme parce qu’elle « éternue à tous les instants / Que l’amour lui réclame » ! Apparaît le Chevalier noir qui, pour venger Geneviève, se bat contre Golo – le nouveau souverain. Pendant le combat, « le Chevalier effleure la peau de Golo et se démasque » : c’est Isoline, la propre femme de Golo.
Quatrième tableau – La gare du chemin de fer du Nord de ce temps-là. Charles Martel, Sifroid et l’ensemble des guerriers partent pour la Palestine.

#### Acte II
Cinquième tableau – Une caverne. Depuis trois mois, Geneviève, répudiée, vit seule, avec une biche, au milieu de la forêt. Elle rencontre Isoline, qui vit désormais prisonnière de son mari Golo, dans une caverne avec le jeune Arthur qu’elle fait passer pour son fils. Golo déclare son amour à Geneviève, celle-ci le repousse. Il ordonne alors à Almanzor de la tuer. Au lieu de l’exécuter, Almanzor dévoile sa véritable identité : il est Reynold, celui qui la défend « depuis le jour où [elle] fut forcée par [son] père d’épouser Sifroid ». Le Brabant devant avoir un héritier, Isoline « surloue » le jeune Arthur à Geneviève !
Sixième tableau – La galerie de tableaux de Golo. Au milieu des « portraits de [ses] dernières victimes » et des « portraits de [ses] victimes futures », Golo se délecte de sa conversation et de ses rêves « avec [ses] petits cadavres… ». Arrive Sifroid dont le voyage s’est terminé à Poissy chez le cousin de Charles Martel « le duc de Bourgogne, qui demeure en Picardie ». Reynold et Isoline préparent leurs revanches dans un « divertissement splendide ».
Septième tableau – Le royaume de la Complainte. Clé de Sol accueille Le Juif errant, Compère Guilleri, Madame Denis, La Pipe de tabac, Je t’embrouille, le Maréchal de Saxe, Le Rosier, Le Roi d’Yvetot, Cadet-Roussel, des Folies, une reine de Bohême, La Vivandière, M. de la Palisse, Fanfan-la-Tulipe… Alors que « le délire est à son comble » Almanzor désigne Golo comme le commanditaire des exécutions. Sifroid veut reprendre son trône mais celui-ci est désormais à Geneviève puisqu’elle a un fils et que Sifroid l’a répudiée. Pour avoir répudié et voulu exécuter leurs femmes, Golo et Sifroid sont condamnés à jouer de l’orgue et de la vielle.

### Version de 1867

#### Acte I
Premier tableau – La place principale de la ville de Curaçao. De retour de pèlerinage, le duc Sifroy, rentre acclamé dans sa ville de Curaçao. Les notables, et particulièrement Vanderprout le bourgmestre, s’inquiètent de l’absence d’héritier alors que le duc est marié depuis un an avec Geneviève de Brabant. En effet la loi exige un enfant dans les deux premières années de règne, faute de quoi, le souverain perd sa place et son pouvoir. Heureusement un pâtissier, Drogan, propose un pâté magique qui devrait permettre au couple d’avoir un descendant. En réalité, Drogan n’a proposé ce remède « pas sorcier du tout » que pour être page de Madame Geneviève dont il est secrètement amoureux. Il lui chante d’ailleurs chaque jour une sérénade sous ses fenêtres. Golo, le conseiller du duc, est fort troublé par ce remède puisque c’est lui qui entretient Sifroy « dans un doux état d’abrutissement » en faisant passer les devoirs de l’État avant les devoirs conjugaux, dans le but de devenir le souverain du Brabant. Après avoir goûté le pâté, Sifroy, revient du festin visiblement « plein de feu, l’œil émerillonné, l’humeur gaillarde ».
Deuxième tableau – Le boudoir de Geneviève. Alors que Drogan, nommé page de Madame Geneviève, vient prendre sa fonction, Sifroy arrive tout émoustillé auprès de sa bien-aimée. Bien décidé à être seul avec sa femme, il renvoie sa cour. Golo essaie à nouveau d’empêcher tout moment d’intimité mais il se fait vigoureusement renvoyer. Malheureusement, Sifroy doit se rendre à l’évidence, les frissons qui lui parcourent le corps ne sont pas de « doux frissons » : il a une indigestion ! Il quitte alors Geneviève pour sa chambre. Golo qui surveille le couple, aperçoit Drogan à proximité de la porte des appartements de la duchesse…
Troisième tableau – La chambre à coucher de Sifroy. Au fond de son lit, Sifroy tente de se remettre de son indigestion quand Golo apparaît lui annonçant que sa femme le trompe avec Drogan – Golo avoue en aparté : « ce n’est peut être pas vrai, mais je veux la perdre ». Sifroy ordonne à Golo de les exécuter tous les deux. À cet instant, c’est Charles Martel, qui arrive à la cour pour emmener le duc en Palestine, « à la démolition des Sarrasins ». Avant de prendre le « train de huit heures cinq », Sifroy répudie sa femme et confie l’administration de son duché à Golo.
Quatrième tableau – La gare du chemin de fer du Nord de ce temps-là. Charles Martel, Sifroy et l’ensemble des chevaliers partent en train.

#### Acte II
Cinquième tableau – Un ravin dans la forêt. Cinq mois plus tard, Geneviève, Brigitte sa suivante, et Drogan, errent dans une forêt poursuivies par Golo et ses hommes d’armes. Golo a fait annoncer par dépêche la mort du Duc en Palestine. Pour s’assurer de cela, il va consulter l’ermite du ravin qui lui annonce que « le duc est au château d’Asnières !… Chez Charles Martel » et le lui prouve par une vision :
Sixième tableau – Vision d'une salle de festin, puis un ravin dans la forêt. « Au milieu de femmes richement vêtues, sont assis des seigneurs, parmi lesquels est Sifroy ». Furieux, Golo, marié avec une femme qu’il a abandonnée, décide de prendre le duché en épousant Geneviève. Trahie par un éternuement, il la retrouve enfin et lui ordonne de l’épouser. Sur son refus, il la confie à ses hommes d’armes pour une exécution sommaire. Drogan leur apparaît alors sous le costume de l’ermite. Ils relâchent Geneviève, apeurés par cette vision qui leur déclare que « le complice est aussi criminel que le coupable… et plus coupable que le criminel !… » eux qui persécutent « une jeunesse innocente ! ». Drogan promet à Geneviève qu’il ramènera le duc Sifroy à Curaçao.
Septième tableau – Chez Charles Martel à Asnières. Grande fête au Château d’Asnières que la croisade n'a jamais quitté ! Sifroy s’éprend d’une dénommée Isoline. Arrive Drogan apportant « la fatale et heureuse nouvelle » de la mort de Geneviève. Sifroy décide de partir pour son duché avec l’ensemble des invités pour leur « rendre un souper de garçon » et « retrouver celui qui a si bien exécuter [ses] ordres, [son] fidèle Golo. » Par cette réplique Isoline retrouve son mari, Golo, qui l’a abandonnée « après avoir mangé [sa] dot, naturellement. »

#### Acte III
Huitième tableau – Un plateau dominant une forêt. Geneviève et Brigitte, toujours traquées par Golo, se cachent en compagnie d’une biche qu’elles ont apprivoisée. Vanderprout et Péterpip sur la trace des fugitifs, chassent et se mettent à l’affût. Sifroy et Charles Martel, le visage couvert d’un « maquillage guerrier » arrivent et leur demandent le chemin de Curaçao. Ne les reconnaissant pas, et les prenant pour des vagabonds, ils les confient aux hommes d’armes pour les mener « au poste ». Geneviève apparaît et reconnaît son mari. Drogan affirme à Sifroy que « madame Geneviève est innocente et pure » et Vanderprout lui apprend qu’« à deux heures trois quarts pour la demie, l’infâme Golo doit ceindre définitivement la toque qu’[il] lui a confié… ». Ils se précipitent à Curaçao.
Neuvième tableau – La grande salle du palais de Sifroy. Alors que la cérémonie commence, les victimes de Golo font irruption et dévoilent ses agissements : Drogan, puis Geneviève et Brigitte, les hommes d’armes, et enfin Isoline son épouse. Sifroy ordonne à Golo de reprendre sa femme et demande à Isoline d’être « l’instrument de son supplice… ». La foule acclame Geneviève de Brabant « De son triomphe enfin se lève le jour heureux, trois fois heureux. Vive Geneviève ! ».

### Version de 1875

#### Acte I
La place principale de la ville de Curaçao en Brabant. De retour de pèlerinage, le duc Sifroy, rentre acclamé dans sa ville de Curaçao. Les notables, et particulièrement Vanderprout le bourgmestre, s’inquiètent de l’absence d’héritier alors que le duc est marié depuis un an avec Geneviève de Brabant. En effet la loi exige un enfant dans les deux premières années de règne, faute de quoi, le souverain perd sa place et son pouvoir. La nourrice flamande Biscotte propose à Vanderprout d’essayer le « pâté présomptif » du jeune pâtissier Drogan, son filleul. Pour les remercier, Biscotte demande à être la « nounou du premier » tandis que Drogan devient « page de madame Geneviève » dont il est secrètement amoureux. Il lui chante d’ailleurs chaque jour une sérénade sous ses fenêtres. Golo, le conseiller du duc, est fort troublé par ce remède puisque c’est lui qui entretient Sifroy « dans un doux état d’abrutissement » en faisant passer les devoirs de l’État avant les devoirs conjugaux, dans le but de devenir le souverain du Brabant. Après avoir goûté le pâté, Sifroy, revient du festin visiblement « l’air gaillard ». Il remercie Biscotte qui, pour fêter la Saint-Poupard, a amené « tout ce qu’il y avait de nourrice en disponibilité ». Elle organise un défilé – Ballet de nounous et de bébés.

#### Acte II
Premier tableau – Le boudoir de madame Geneviève. Alors que Drogan, nommé page de Madame Geneviève, vient prendre sa fonction, Sifroy arrive tout émoustillé auprès de sa bien-aimée. Bien décidé à être seul avec sa femme, il renvoie sa cour. Golo essaie à nouveau d’empêcher tout moment d’intimité mais il se fait vigoureusement renvoyer. Malheureusement, Sifroy doit se rendre à l’évidence, les frissons qui lui parcourent le corps ne sont pas de « doux frissons » : il a une indigestion ! Il quitte alors Geneviève pour sa chambre. Golo qui surveille le couple, aperçoit Drogan qui va vers la porte des appartements de la duchesse puis fait demi-tour. Il fait appeler Sifroy et lui annonce que sa femme le trompe avec Drogan. Sifroy ordonne à Golo de les exécuter tous les deux. À cet instant, c’est Charles Martel, qui arrive à la cour pour emmener le duc en Palestine, « à la démolition des Sarrasins ». Pour partir, Charles Martel a « réuni tous les moyens de locomotion passés, présents et à venir ». Sifroy répudie sa femme et confie l’administration de son duché à Golo.
Deuxième tableau – La grande place pavoisée. Charles Martel, Sifroy et Narcisse quitte Curaçao au milieu du « grand défilé de tous les moyens de locomotion, depuis l’arche de Noé jusqu’aux moyens de transport de nos jours. »

#### Acte III
Un ravin dans une forêt. Cinq mois plus tard, Geneviève, Brigitte sa suivante, et Drogan, errent dans une forêt poursuivies par Golo et ses hommes d’armes. Golo a fait annoncer par dépêche la mort du Duc en Palestine. Pour s’assurer de cela, il va consulter la bonne sorcière qui n’est autre que Biscotte. Celle-ci lui annonce que « le duc est en furie dans les jardins de la belle Armide » et le lui prouve par une lettre de Narcisse. À sa demande, la sorcière fournit à Golo un moyen de se « transporter immédiatement dans les jardins d’Armide. » Avant de partir, Golo retrouve Geneviève qui s'est trahie par un éternuement. Il lui ordonne de l’épouser. Sur son refus, il la confie à ses hommes d’armes pour une exécution sommaire. Biscotte leur apparaît alors sous le costume de la sorcière. Ils relâchent Geneviève, apeurés par cette vision qui leur déclare que « le complice est aussi criminel que le coupable… et plus coupable que le coupable » eux qui persécutent « une jeunesse innocente ! ». Drogan quitte Geneviève en lui promettant de lui ramener le duc Sifroy.

#### Acte IV
Le palais des diamants. Grande fête dans les jardins d’Armide où se trouvent, costumés et incognito, Biscotte, Golo, Sifroy, Charles Martel et Narcisse. Les invités sont « les couples célèbres de l’histoire » qui défilent – Grande mosaïque musicale. Arrive Drogan apportant « la fatale et heureuse nouvelle » de la mort de Geneviève. Sifroy décide de partir pour son duché avec l’ensemble des invités pour leur rendre « un souper de garçon à Curaçao ».

#### Acte V
Une grotte. Geneviève et Brigitte, toujours traquées par Golo, se cachent en compagnie d’une biche qu’elles ont apprivoisée. Vanderprout et les échevins se rassemblent là, « aux portes de la ville » où « est le rendez-vous de la conspiration » pour préparer le couronnement de Golo. La sorcière du ravin, Biscotte, leur annonce que Geneviève n’est pas morte et que Vanderprout doit la couronner. Alors qu’il revient vers Curaçao pour son propre couronnement, Biscotte arrête Golo et lui révèle qu’elle est sa femme, celle qu’il a abandonnée après un an de mariage, « celle que l’on nomme la vengeance ! celle qu’on appelle Némésis !… » Elle lui déclare : « Je suis la nourrice ambulante !!… Je suis Armide l’enchanteresse !!… Je suis la sorcière du ravin !! Je suis Biscotte Golo, ta femme ! ». Biscotte « promet bien de l’agrément » à son mari retrouvé. Devant « le temple de la vertu récompensée », la foule acclame Geneviève de Brabant « De son triomphe enfin se lève le jour heureux, trois fois heureux ».

## Numéros musicaux

### Version de 1867
| Numéro d'opus | Titre                                                                     | Distribution |
| ------------- | ------------------------------------------------------------------------- | --- |
| Ouverture     |                                                                           | |
| Acte I        |                                                                           | |
| N° 1          | Chœur d'introduction et couplets du Bourgmestre « Flamands de tous pays » | Christine, Vanderprout, chœur |
| N° 1 bis      | Sortie « Nous n'avons pas donné de bal »                                  | Vanderprout, chœur |
| N° 2          | Récit et rondo du pâté « Salut ! noble assemblée ! »                      | Drogan, chœur |
| N° 3          | Marche des pâtissiers                                                     | |
| N° 3          | Sérénade du page « En passant sous la fenêtre »                           | Drogan, Geneviève |
| N° 4          | Chœur des Curaçoïens« Curaçoïens, que la victoire couronne »              | Chœur |
| N° 4 bis      | Petite marche curaçoïenne                                                 | |
| N° 5          | Couplets de la poule « Une poule sur un mur »                             | Sifroy, chœur |
| N° 6          | Chœur des demoiselles d'honneur « Travaillons comme des fées »            | Christine, Gudule, Dorothée, Gretchen, chœur |
| N° 7          | Couplets de la toilette « Cet habit-là ne lui va point »                  | Brigitte, Christine, Drogan, chœur |
| N° 7 bis      | [Récit et] Chanson du page « Grâce à vous, mesdemoiselles »               | Drogan |
| N° 7 bis      | Sortie des demoiselles d'honneur « Beau chérubin, regardez nous »         | Chœur |
| N° 8          | Trio de la main et de la barbe « Ah ! madame, vous qui brillez »          | Drogan, Brigitte, Geneviève |
| N° 8 bis      | Couplets « Est-ce une nouvelle vie »                                      | Sifroy |
| N° 9          | Couplets du pâté « Ah ! de mon cœur un trouble s'empare »                 | Sifroy |
| N° 9 bis      | Mélodrame                                                                 | |
| N° 10         | [Entr'acte et] Couplets du thé « Je ne connais rien au monde »            | Sifroy |
| N° 11         | Boléro de Charles Martel « J'arrive armé de pied en cap »                 | Charles Martel, Sifroy, Narcisse, 2 hommes d'armes |
| N° 12         | Finale du 3e tableau « Ciel ! qu'ai-je appris ! »                         | Geneviève, Sifroy, Golo, Charles Martel, Brigitte, chœur |
| N° 12 bis     | Grand finale du départ pour la Palestine « Le clairon qui sonne »         | Sifroy, Golo, Charles Martel, Brigitte, Christine, Dorothée, Gudule, Houblonne, Faroline, Gretchen, Chœur |
| Entr'acte     |                                                                           | |
| Acte II       |                                                                           | |
| N° 13         | Terzetto [de l'orage] « Fuyons, fuyons l'orage »                          | Geneviève, Brigitte, Drogan |
| N° 14         | Couplets des deux hommes d'armes « Protéger le repos des villes »         | Grabuge, Pitou |
| N° 14 bis     | Mélodrame                                                                 | |
| N° 15         | Chanson de l'ermite « Je suis l'ermite du ravin »                         | L'Ermite |
| N° 15 bis     | Mélodrame                                                                 | |
| N° 15 ter     | « Je suis l'ermite du ravin »                                             | L'Ermite |
| N° 16         | Trio et quartetto « Allons, madame, il faut mourir »                      | Geneviève, Pitou, Grabuge |
| N° 16 bis     | Mélodrame                                                                 | Grabuge, Pitou |
| N° 17         | Chœur et chanson des cocodettes « Chantez, chantez, cocodettes »          | Armide, Rosemonde, Bradamante, Dulcinée, Sifroy, Narcisse, Don Quichotte, Saladin, Charles Martel, Renaud, les trois fils Amyon                                                                                          |
| N° 18         | Ronde des infidèles « Pour combattre les infidèles »                      | Charles Martel, Sifroy, Isoline, chœur |
| N° 19         | Tyrolienne « Le jour point »                                              | 3 tyroliens : 2 sopranos, 1 basse |
| N° 20         | Ballet                                                                    | |
| N° 21         | Farandole « Place pour la farandole »                                     | Armide, Isoline, Rosemonde, Bradamante, Dulcinée, Irenée, Griselis, Rodogune, Grudelinde, Barberine, Sifroy, Narcisse, Don Quichotte, Saladin, Renaud de Montauban, Charles Martel, Trois fils Amyon, 3 tyroliens, chœur |
| N° 22         | Couplets de la mèche « Geneviève était blonde »                           | Drogan |
| N° 22 bis     | Finale « Amis, faisons vibrer sous ces dômes brillants »                  | Chœur |
| Entr'acte     |                                                                           | |
| Acte III      |                                                                           | |
| N° 23         | Couplets de la biche « Quand on possède une biche »                       | Geneviève |
| N° 24         | Quatuor de chasse « Partons en chasse »                                   | Drogan, 3 pages |
| N° 24 bis     | Musique de scène                                                          | |
| N° 25         | Couplets du retour de la Palestine « Je viens de la Turquie »             | Sifroy |
| N° 25 bis     | Petite marche des hommes d'armes                                          | |
| N° 26         | Musique de scène                                                          | Chœur |
| N° 27         | Complainte de Golo « Golo, monstre plein de crime »                       | Drogan, Geneviève, Brigitte, Grabuge, Pitou, Isoline, chœur |

### Version de 1875
Une partition piano-chant, contenant quelques morceaux ajoutées pour cette version, a été éditée.
| Numéro d'opus | Titre | Distribution       | Note |
| ------------- | --- | ------------------ | --- |
| N° 1 ter      | Rondo de Narcisse « Nous savons tous qu'à la naissance » | Narcisse, chœur    | Devient le N° 2 de la partition complétée pour le théâtre de la Gaîté.                                                                             |
| N° 1 quater   | Chanson de la nourrice ambulante « La voilà, la Flamande » | Biscotte, chœur    | Devient le N° 3 de la partition complétée et se chante à la Gaîté, dans le ton de Ré par Mlle Thérésa. Au théâtre, on ne chante que deux couplets. |
| N° 5 bis      | Nounous et bébés, ballet comique |                    | Devient le N° 9 de la partition complétée pour le théâtre de la Gaîté.                                                                             |
| N° 13         | Chanson de la fileuse « Jeunesse aimable et charmante » | Biscotte           | Devient le N° 11 de la partition complétée et se chante à la Gaîté dans le ton de La par Mlle Thérésa.                                             |
| N° 16         | Couplets des reproches « Je n'sais pas quell' mouch' vous chagrine » | La Nourrice, chœur | De la partition complétée pour le théâtre de la Gaîté.                                                                                             |
| N° 19         | Lettre de Narcisse pacha « Nous sommes en Syrie » | Biscotte           | De la partition complétée pour le théâtre de la Gaîté. Cette chanson de la lettre est chantée dans le ton d'Ut par Mlle Thérésa.                   |
| N° 24         | Chanson à boire « Buvons, seigneurs et nobles dames » | Biscotte, chœur    | De la partition complétée pour le théâtre de la Gaîté. Cette chanson est chantée dans la ton d'Ut par Mlle Thérésa.                                |
| N° 26         | Les Enchanteresses, ballet du 4e acte 1 - Introduction 2 - Bamboula 3 - Sarrasins et Croisés, tyrolienne orientale – « Ménestrels et jongleurs » (chœur) 4 - La Rose et les Argonautes 5 - Adage 5 (suite) - Variations 6 - Galop final – « Amis, faisons vibrer sous ces dômes brillants » (chœur) |                    | N° 26 de la partition complétée pour le théâtre de la Gaîté.                                                                                       |

## Adaptations et emprunts
- Les Couplets des deux hommes d'armes, créés pour la version de 1867 et situés au 5e tableau de l'acte II, ont été repris pour devenir The Halls of Montezuma, l'hymne officiel de l'US Marine Corps[3].
- Avant cela, en 1868, Offenbach citera ces couplets dans le numéro 17 du Château à Toto en remplaçant le texte par « C'est un tricorn’… Ça représent’ l’autorité. ».

## Discographie
Plusieurs enregistrements, à peu près complet, sont disponibles dans le commerce :
- 1956 : Marcel Cariven (dir.), Denise Duval, Jean Giraudeau, Robert Massard  – INA Mémoire vive, 2008. Cet enregistrement ne contient ni l'ouverture, ni les entr'actes et quelques numéros sont réduits. Le rôle de Drogan est interprété par le ténor Michel Hamel alors que ce rôle a été écrit pour une voix féminine.
- 1970 : Marcel Cariven (dir.), Annick Simon (Geneviève), Bernard Plantey (Sifroid), René Terrasson (Golo), Monique Stiot (Drogan), Jean-Christophe Benoit (Charles Martel) – Institut national de l'audiovisuel INA, Bourg records

On trouve des extraits de Geneviève de Brabant sur les enregistrements :
- Anthologie Offenbach – Forlane 2000 (Couplets des deux hommes d'armes)
- Entre nous : Celebrating Offenbach – David Parry – Opera Music 2007 (Rondo du pâté)
- Couplets des deux hommes d'armes, cylindre Pathé n°754 (enregistrement de 1903), à écouter en ligne

## Reprises notables

### Théâtre des Variétés, 1908

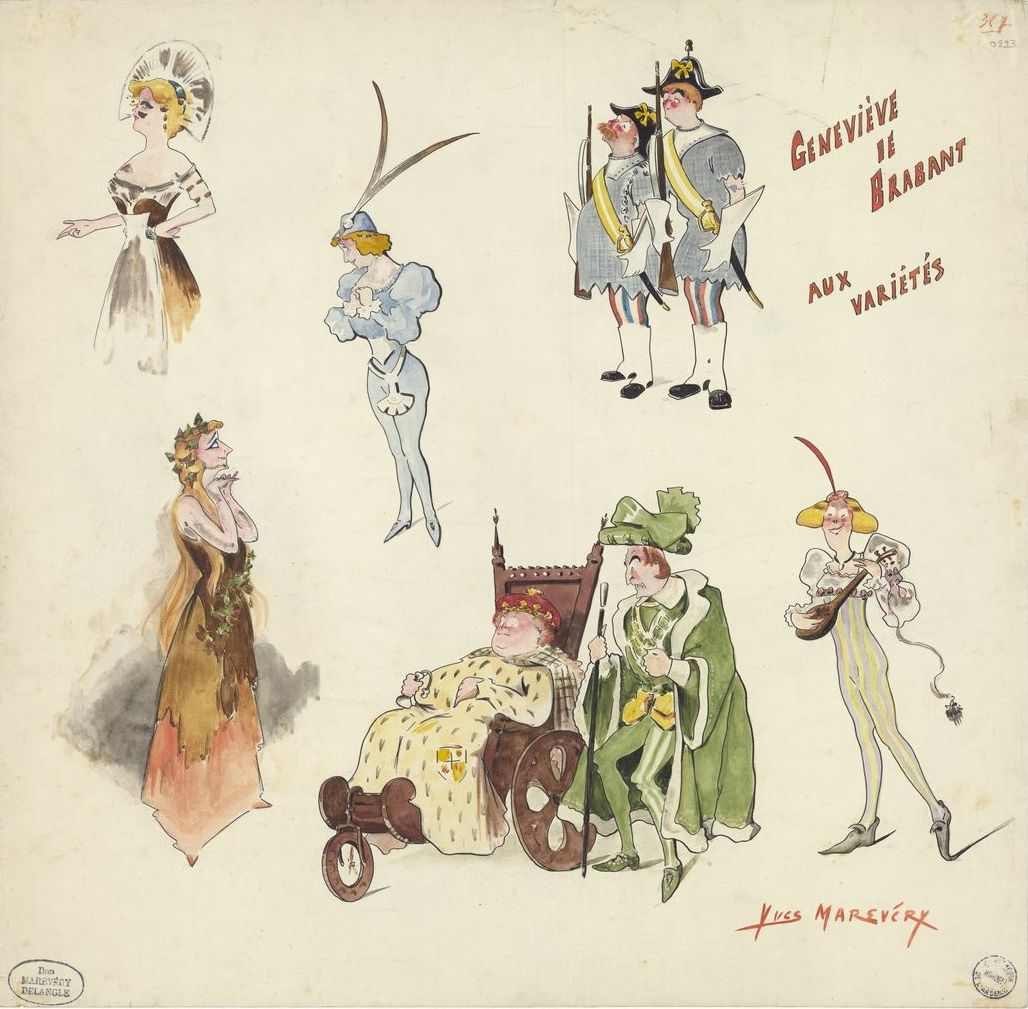
Geneviève de Brabant aux Variétés, dessin de Yves Marevéry, 1908

En 1908, le « livret [est] rajeuni » par P.-L. Flers et représentée, en 3 actes, le 21 février 1908 au Théâtre des Variétés, mise en scène par Fernand Samuel qui a pris dans d'autres partitions d'Offenbach des pages oubliées qui viennent donner de l'importance au personnage de Geneviève.
- Mise en scène : Fernand Samuel qui a pris dans d'autres partitions d'Offenbach des pages oubliées qui viennent donner de l'importance au personnage de Geneviève[25]
- Chef d'orchestre : Emile Lassaille
- Costumes : Alfredo Edel (it) et Henry Gerbault
- Décors : Alfred Lemeunier, Paul Paquereau, Jean Amable

| Rôles                                       | 21 février 1908   |
| ------------------------------------------- | ----------------- |
| Geneviève de Brabant                        | Geneviève Vix     |
| Fée Isoline, Biscotte, La sorcière du ravin | Germaine Gallois  |
| Drogan (rôle travesti)                      | Jeanne Saulier    |
| Houbelonne                                  | Meisa             |
| Gudule                                      | Doblac            |
| Christine                                   | Madeleine Lebergy |
| Rosemonde                                   | Nita Rolla        |
| Pitou                                       | Albert Brasseur   |
| Sifroy                                      | Guy               |
| Golo                                        | Max Dearly        |
| Narcisse                                    | Charles Prince    |
| Grabuge                                     | Moricey           |
| Charles Martel                              | André Simon       |